# Johann Friedrich de Münter
Johann Friedrich de Münter (getauft 18. März 1659 in Celle; † 22. August 1693 ebenda) war ein Herzoglich Braunschweig-Lüneburgischer Oberbaumeister und Hof-Architekt aus der Zeit des Barock.

## Leben

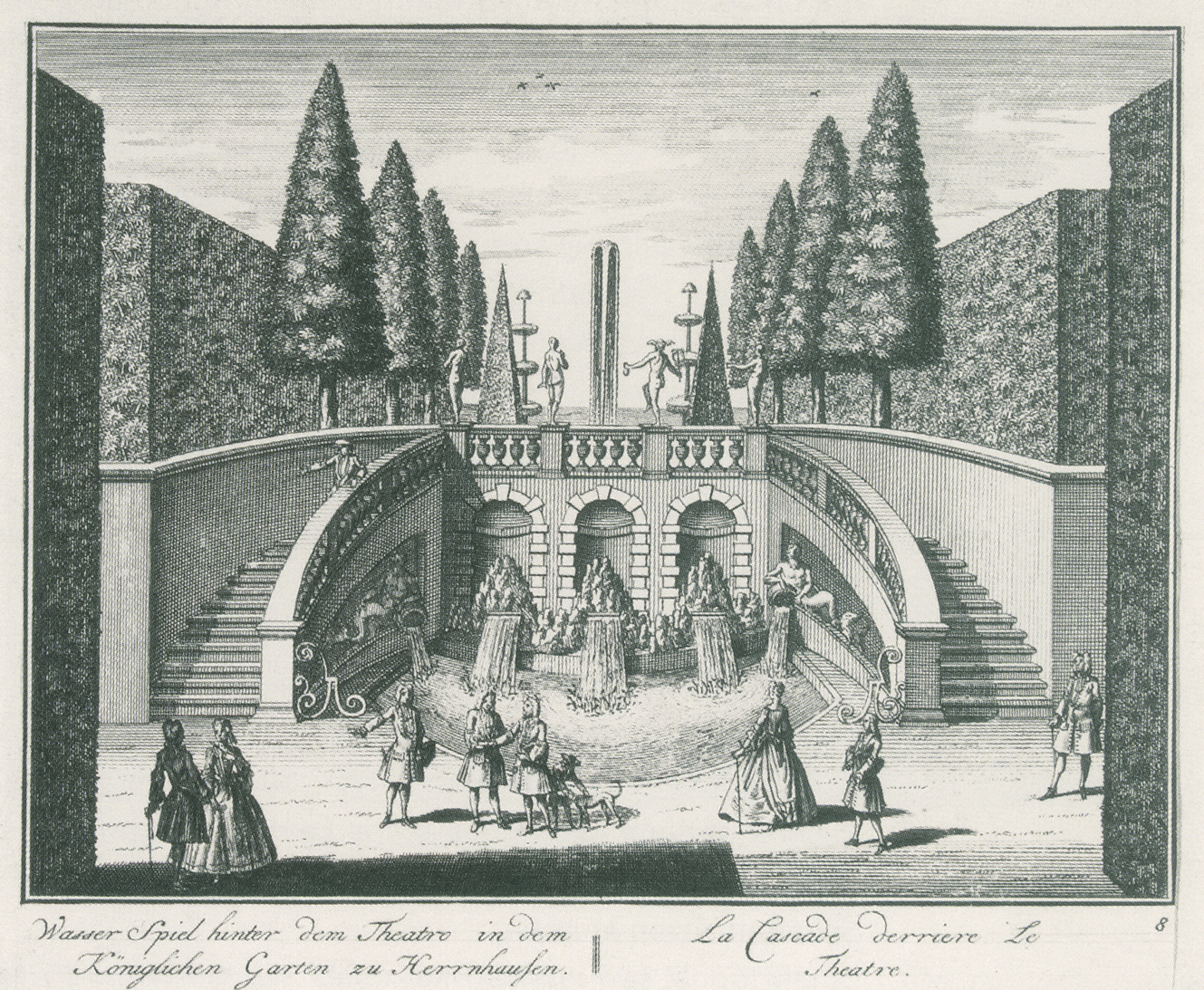
De Münters Kleine Kaskade am Heckentheater als „Wasserspiel hinter dem Theatro in dem Königlichen Garten zu Herrnhausen“;
Kupferstich von Joost van Sasse, 1725

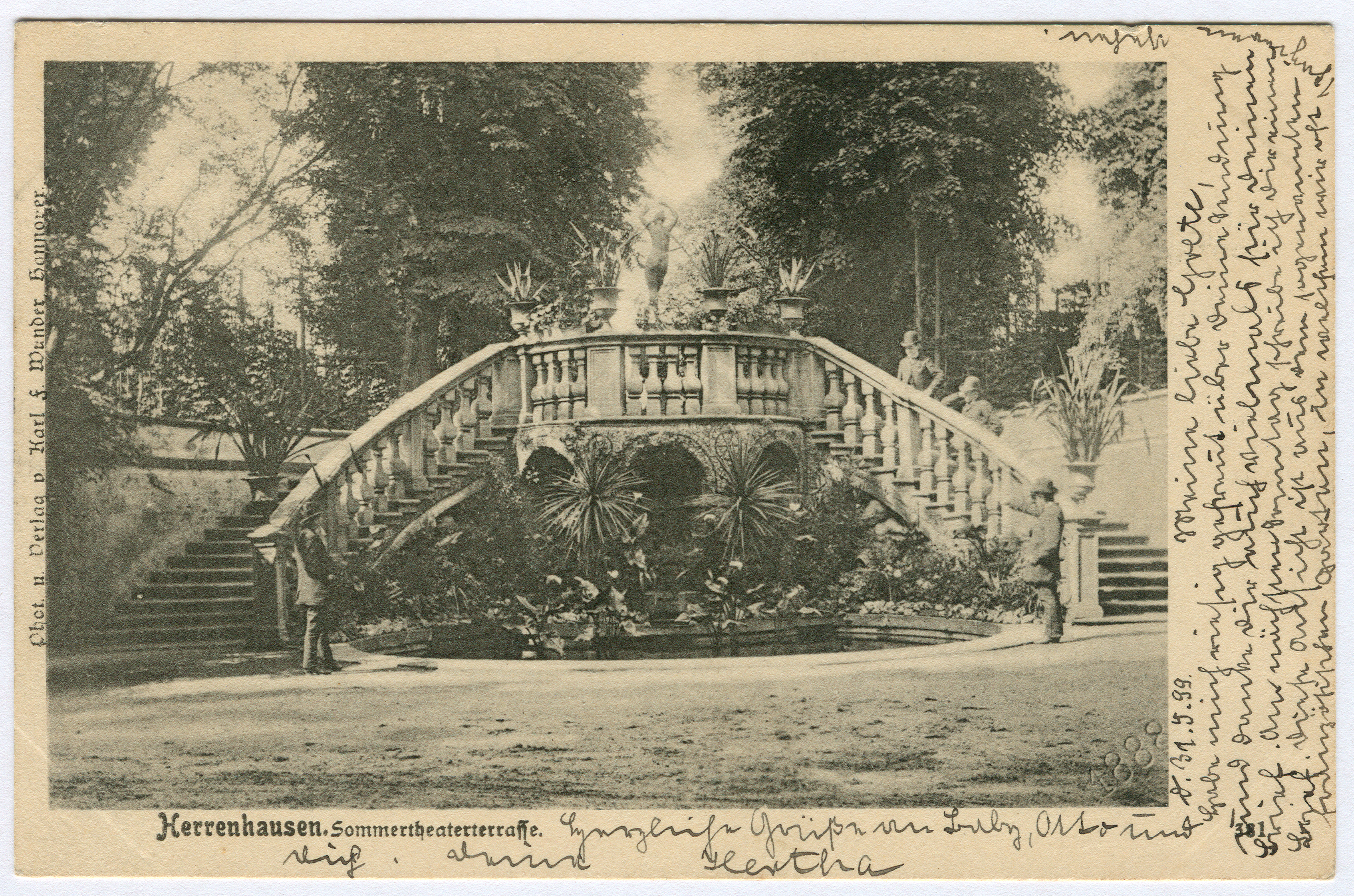
Blick auf Münters Kaskade am Ende der „Sommertheaterterrasse“, um 1898;
Ansichtskarte Nr. 381 von Karl F. Wunder, Lichtdruck

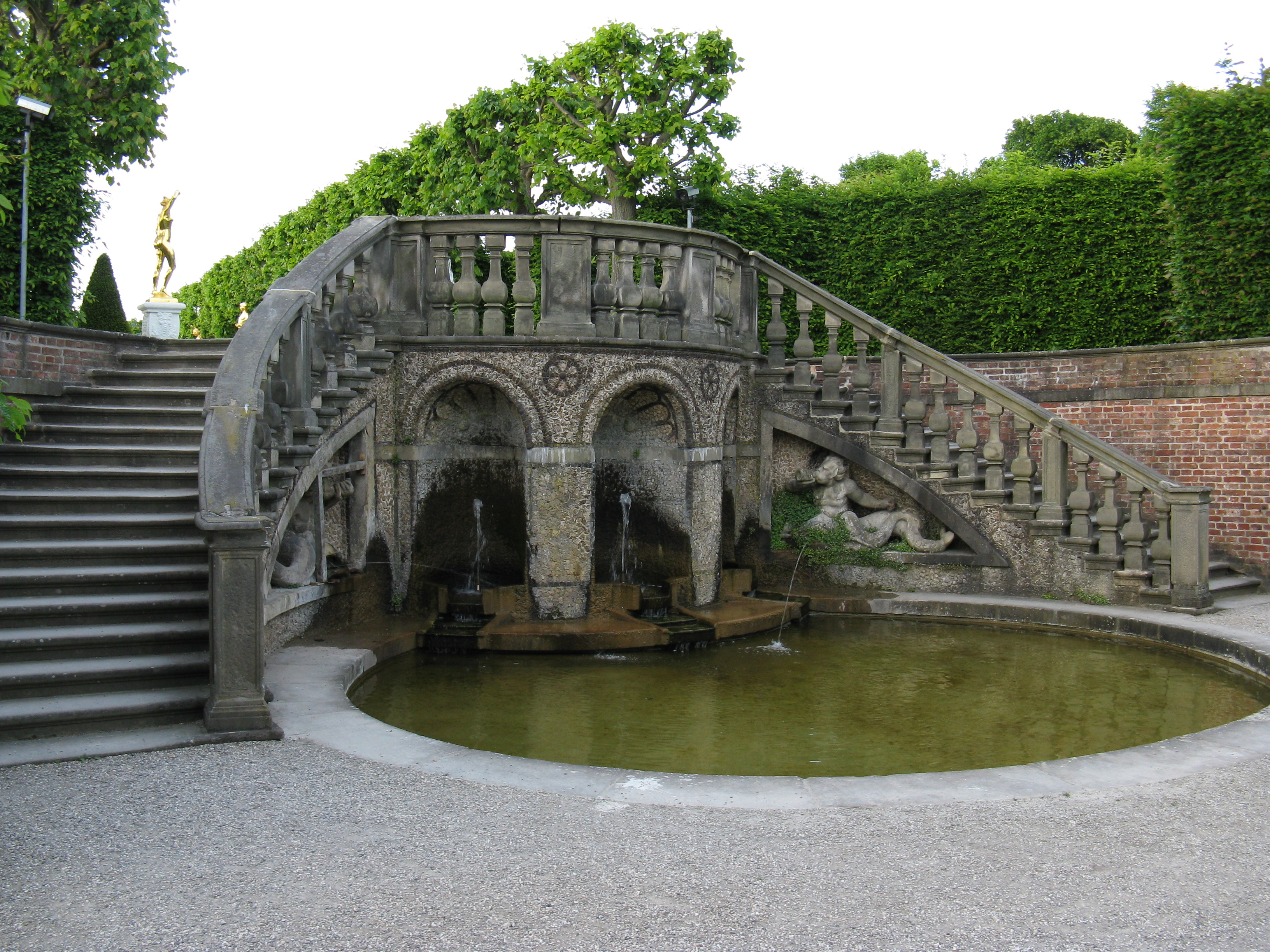
2009: Digitalfoto von Münters Wasserspiel am Heckentheater

Johann Friedrich de Münter wirkte von 1690 bis in sein Todesjahr 1693 als Oberbaumeister in Celle. Ebenfalls ab 1690 reiste er von dort aus mehrere Male für längere Zeit nach Herrenhausen vor Hannover, um für die seinerzeit unvollendeten Herrenhäuser Wasserkünste des barocken Großen Gartens ein umfangreiches Konzept zu deren Instandsetzung zu entwickeln.
Nachdem der Herrenhäuser Fontänenmeister Marinus Cadart bereits 1689 entlassen worden war, entstanden unter de Münter als Neuerung nun durch Pferde angetriebene Göpelwerke, durch die die Wasser verschiedener Quellen am Anfang der Fernleitungen zu Hochbehältern gepumpt werden konnten, wodurch ein höherer Druck in den Zuleitungsrohren zu den Wasserspielen wie Fontänen, Springbrunnen und Kaskaden erreicht wurde.
Ebenfalls ab 1690 entwickelte de Münter Pläne für ein Schöpfrad in der Leine; Ideen, die nach ihm auch Gottfried Wilhelm Leibniz 1696 ersann.
Der von de Münter konzipierte grundlegende Umbau der beiden schon vor ihm 1677 erbauten Herrenhäuser Hochbehälter brachte 1692 eine wesentliche Steigerung ihrer Leistungsfähigkeit: Münter kleidete die beiden Reservoirs mit Sandstein aus, erhöhte den kleinen Behälter um 1,5 Meter und konnte bei einer Stauhöhe von 4,40 Metern nun einen wesentlich höheren Gefälledruck für die dann kräftigeren Fontänen erreichen. Seine wasserbautechnische Konstruktion hielt sich schließlich mehr als ein Viertel Jahrtausend bis zur Einebnung der Hochbehälter im Jahr 1956.
1692 erkrankte Johann Friedrich de Münter, bevor er im August des Folgejahres 1693 in Celle starb. Nach de Münter wurde der in Paris angeworbene Wasserbauingenieur Pierre Dénis († 1700) zu Ostern des Jahres 1694 als neuer Fontänenmeister in Herrenhausen angestellt. In Celle hingegen trat Johann Caspar Borchmann 1696 die Nachfolge de Münters als Hofarchitekt an.

## Werke (Auswahl)
- 1692: sogenannte „Kleine Kaskade“ am Südende der Bühne des Heckentheaters im Großen Garten von Hannover-Herrenhaus[2][Anm. 1]

## Münterstraße
Die 1925 angelegte Münterstraße, die im hannoverschen Stadtteil Herrenhausen die Herrenhäuser Straße mit der Haltenhoffstraße verbindet, ehrt den herzoglichen Hofbaumeister seitdem durch ihre Namensgebung.